# Libyens historia som italiensk koloni

Libyen ligger i Nordafrika vid Medelhavets kust

När Italien började söka kolonier i Afrika låg Osmanska rikets provinser i Nordafrika nära till hands, och Italien betraktade provinserna i nuvarande Libyen som sitt intresseområde. Från 1911 invaderade Italien området och kunde relativt enkelt driva ut de osmanska styrkorna. Att erövra området blev dock svårare, och Italien drogs in i ett långvarigt kolonialkrig mot de libyska stammarna. Den islamiska Sanusiya-orden stod för ett särskilt starkt motstånd och Sanusiya-ordens ledare Idris blev småningom en samlande motståndsgestalt. Mussolinis fascistiska regering tänkte sig att göra Libyen till en italiensk provins, "Italiens fjärde strand" och uppmuntrade italiensk invandring till området. När Italien anslöt sig till axelmakterna i andra världskriget gav de libyska nationalisterna sitt stöd till de allierade. Nordafrika blev en viktig krigsskådeplats och när de allierade besegrade axelmakterna i ökenkriget, tog allierade styrkor över administrationen av Libyen. Efter andra världskriget förlorade Italien sina kolonier och frågan om Libyens framtid kom slutligen att avgöras av FN, som beslöt att ett självständigt Libyen skulle bildas.     

## Den italienska invasionen

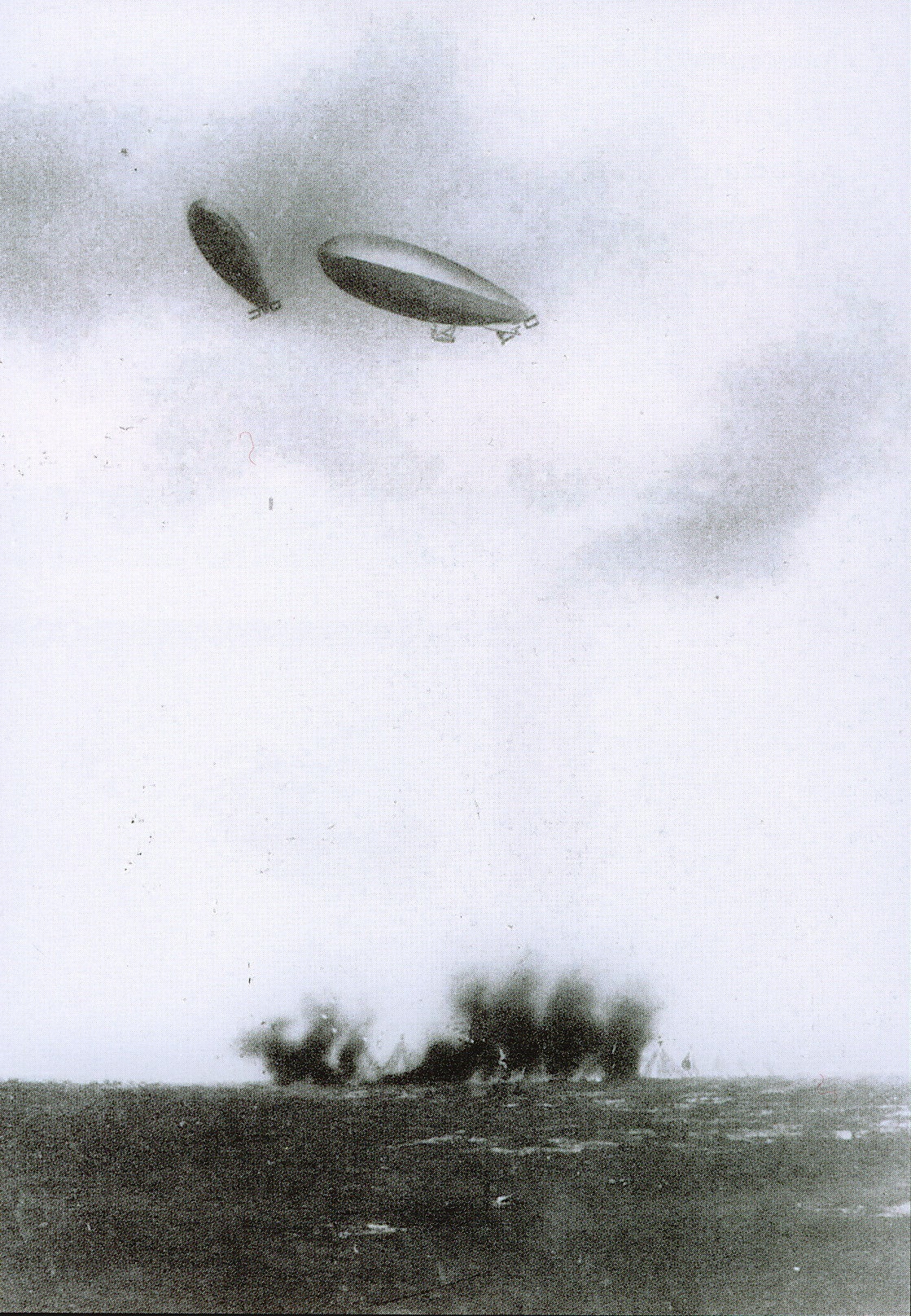
Italienska luftskepp bombar turkiska ställningar på libyskt territorium. Kriget mellan Italien och Osmanska riket 1911-1912 var det första i historien där luftattacker (utförda här av luftskepp) avgjorde utfallet.

Italien, som blev en enad stat först 1861, var en sen deltagare i kapplöpningen efter kolonier. För italienarna tycktes de marginella osmanska provinserna i Libyen erbjuda en uppenbar kompensation för deras förödmjukande godkännande av upprättandet av ett franskt protektorat i Tunisien, ett land som Italien eftertraktade som potentiell koloni. Italien intensifierade sina långvariga handelsintressen i Libyen och vann i en serie diplomatiska manövrer erkännande från stormakterna för en italiensk intressesfär där. Det antogs i europeiska huvudstäder att Italien förr eller senare skulle gripa tillfället att dessutom gå till politisk och militär handling i Libyen.
I september 1911 manipulerade Italien fram en kris med Osmanska riket genom att anklaga osmanerna för att ha begått en "fientlig handling" genom att beväpna arabiska stammar i Libyen. När Osmanska riket vägrade svara på ett ultimatum om italiensk militär ockupation för att försvara italienska intressen i regionen förklarade Italien krig, och Tripoliskriget var ett faktum. Efter en preliminär sjökrigföring gick italienska trupper i land och intog Tripoli den 3 oktober. De möttes endast av måttligt motstånd. Italienska styrkor ockuperade även Tobruk, Al Khums, Darnah och Benghazi.
Under de följande månaderna avancerade den italienska expeditionsstyrkan, med 35 000 man, knappast bortom sina brohuvuden. De 5 000 osmanska soldater som försvarade provinserna vid tiden för invasionen drog sig tillbaka några kilometer inåt land, där officerare som Enver Pascha och Mustafa Kemal (Atatürk) organiserade de arabiska stammarna i ett motstånd mot italienarna som antog bilden av ett heligt krig. Men när krig hotade på Balkan var Osmanska riket tvunget att söka fred med Italien. I enlighet med fördraget som undertecknades i Lausanne i oktober 1912 utfärdade sultanen ett dekret som gav självständighet åt Tripolitanien och Cyrenaika medan Italien samtidigt förklarade sin formella annektering av dessa territorier. Sultanen skulle i sin roll av kalif (ledare för islam) behålla sin religiösa överhöghet där och tilläts tillsätta qadin av Tripoli, som hade tillsyn över shariadomstolarna. Men italienarna var inte fullt medvetna om att ingen åtskillnad gjordes mellan civil och religiös rättsskipning i islamisk lag. Därmed behöll osmanerna en öppen kanal för inflytande över sina tidigare undersåtar och undergrävde Italiens makt. Fred med Osmanska riket innebar för Italien inledningen till ett tjugoårigt kolonialkrig i Libyen.

## Italienskt styre och arabiskt motstånd
För många araber var Osmanska rikets kapitulation i Libyen ett förräderi av muslimska intressen till de otrogna. Fördraget i Lausanne från 1912 var meningslöst för de beduinska stammarna som fortsatte sitt krig mot italienarna, i vissa områden med hjälp av turkiska trupper som lämnats kvar vid tillbakadragandet. Striderna i Cyrenaika genomfördes av sanusiska enheter under ledning av Ahmad ash Sharif, vars anhängare i Fezzan och södra Tripolitanien förhindrade italiensk konsolidering i de områdena också. Motståndet i norra Tripolitanien saknade den enighet som infördes av sanusiya och var isolerat, och stamrivaliteter gjorde det mindre effektivt. Nationalistiska stadsbor i Tripoli spekulerade om möjligheten att upprätta en tripolitansk republik, kanske associerad med Italien, medan Suleiman Baruni, en berber och före detta ledamot av det osmanska parlamentet, utropade en självständig men kortlivad berbisk stat i Gharyanregionen. För beduinerna, som inte betungades av någon nationalkänsla, var dock syftet med kampen mot kolonialmakten att försvara islam och det fria liv de alltid hade åtnjutit på sitt stamterritorium.
År 1914 gick sanusierna till motattack i Fezzan, raderade snabbt ut Italiens nyligen vunna segrar där, och år 1915 åsamkade de en italiensk kolonn i Qasr Bu Hadi i Sirtica betydande skador. De kom över gevär, artilleri och ammunition som möjliggjorde ett påföljande anfall i Tripolitanien, men kampanjens framgång äventyrades av den traditionella fientlighet som rådde mellan beduinerna och nationalisterna.
När Italien anslöt sig till Ententen 1915 blev det första italiensk-sanusiska kriget (1914-17) i Cyrenaika en del av världskriget. Tyskland och Turkiet skickade vapen och rådgivare till Ahmad, som allierade Sanusiya med Centralmakterna med målsättningen att hålla fast italienska och brittiska trupper i Nordafrika. År 1916 ledde dock turkiska officerare sanusierna på en kampanj in i Egypten, där de fullständigt besegrades av brittiska styrkor. Ahmad gav upp det sanusiska politiska och militära ledarskapet till Idris och flydde till Turkiet ombord på en tysk ubåt. Den probrittiske Idris inledde förhandlingar med de allierade å Cyrenaikas vägnar år 1917. Resultatet blev i praktiken ett vapenstillestånd snarare än ett fullständigt fredsavtal, för varken italienarna eller sanusierna gav helt upp sina krav på kontroll i regionen. Storbritannien och Italien erkände Idris som emir av inre Cyrenaika, med villkoret att sanusiska attacker på kuststäder och in i Turkiet skulle ta slut. Vidare övervägande av Cyrenaikas status sköts upp till efter kriget.
Fastän den segrande Ententen accepterade Italiens suveränitet i Libyen var de italienska styrkorna där fortfarande begränsade till enklaverna vid kusten, ibland under belägring. En kampanj inleddes 1919 för att konsolidera och expandera det territorium som hölls av Italien, men den kolonialpolitik som bedrevs av Italiens regering var måttfull och tillmötesgående. Det togs steg i riktning mot att erbjuda begränsade politiska rättigheter till folket i ockuperade områden. Provinserna Cyrenaika och Tripolitanien behandlades som skilda kolonier, och Fezzan organiserades som ett militärt territorium. Den grundlag som godkändes av det italienska parlamentet 1919 gav utrymme för provinsparlament och för lokala råd tillsatta av de italienska guvernörerna samt distinkta styrelse i de ockuperade områdena.
De olika koloniseringar som Italien gjorde i Tripolitanien och Cyrenaika illustrerade dock grafiskt skiljaktigheterna i situationerna i de två provinserna som de uppfattades av de italienska myndigheterna. År 1920 nåddes ett avtal mellan Italien och Sanusiya-ledarna som bekräftade Idris som amir av Cyrenaika och erkände hans faktiska självständighet i ett vidsträckt område i inlandet som inbegrep alla de främsta oaserna. Italien tillhandahöll ett ekonomiskt understöd till emirens regering, och Sanusiya-schejker, som hade platser i Cyrenaikas parlament, deltog i styret av hela provinsen. Idris tilläts också behålla Sanusiya-armén, fastän dess enheter skulle förläggas till "blandade läger" med italienska styrkor. Genom detta arrangemang accepterade den italienska regeringen officiellt Idris som både sekulär och religiös ledare för Cyrenaikas stammar, men i praktiken utvidgade det inte hans politiska makt bortom den som han redan utövade som Sanusiya-ordens överhuvud.
Det var tydligt att Italiens regering inte hade formulerat en sammanhängande politik gentemot ett land som inte hade erövrats och vars folk hyste tvivel om fördelarna med italienskt styre. Men eftersom italienarna aldrig mötte ett trovärdigt, enat motstånd i Tripolitanien var de inte under jämförbart tryck där att bevilja de eftergifter som de hade gjort i Cyrenaika. Den mest framträdande tripolitanske nationalisten var Ramadan as Suwaythi, som vid olika tidpunkter hade samarbetat med italienarna, stött Sanusiya och slutligen kämpat mot de båda. Hans rival, Baruni, som under kriget hade agerat osmansk "guvernör" i Tripolitanien med stöd från Tyskland, misstroddes av de arabiska nationalisterna. Stamrivaliteter var intensiva, och de beduinska shejkerna och nationalisterna hade fundamentalt olika målsättningar. De senare önskade bilda en centraliserad republik medan de förra i första hand var intresserade av att skapa stamstater.
En framträdande panarabisk nationalist, egyptiern Abdar Rahman Azzam, övertalade Suwaythi och Baruni att samarbeta om att begära italienskt erkännande av en oberoende republik som utropades i Misratah 1919. Samtal med italienarna bröt samman när Misratahrepublikens styrande organ, den så kallade Reformkommittén, gjorde anspråk på överhöghet över Libyen istället för över enbart Tripolitanien. År 1920 samlades delegater från både ockuperade och oockuperade zoner i en nationalkongress i Aziza. De sade sig representera den "tripolitanska nationen," och krävde tillbakadragande av italienska styrkor. Ingen nationaliströrelse hade dock förmåga att samla landet bakom sig.
Till och med delegater till nationalkongressen hade varit kraftigt delade rörande den grad av samarbete med Italien som de skulle tillåta. Rivaliserande delegationer slog en stig till Rom med sina petitioner för erkännande. Samtidigt gav greve Giuseppe Volpi, en kraftfull och bestämd guvernör, en beslutsam inriktning åt den italienska politik i Tripolitanien med sitt förespråkande av militär pacificering istället för förhandlingar. Nationalisterna förlorade sina mest effektiva ledare när Baruni gick över till italienarna som en följd av fientlighet mellan araber och berber, vilken Volpi framgångsrikt utnyttjade, och Suwaythi dödades av sina politiska rivaler.
I denna situation mötte de tripolitanska nationalisterna Sanusiya-orden i Surt tidigt år 1922 och godkände Idris som emir av Tripolitanien. Idris hade aldrig eftersträvat någon titel förutom den som han hade i Cyrenaika, och han var inte angelägen om att utvidga vare sig sitt politiska inflytande eller sitt religiösa ledarskap till norra Tripolitanien, där varken han eller Sanusiya-orden var särskilt populär. Han hade alltid vägrat ge stöd till tripolitanska nationalister och efter omständigheterna ansåg att deras erbjudande hade gjorts av opportunistiska skäl, det vill säga att det inte fanns någon uppenbar alternativ kandidat till ledarskapet vid den tidpunkten. Idris godkännande skulle, som nationalisterna förstod, möta skarpt missnöje från Italien och bli signalen för återupptagen öppen krigföring. Krig mot Italien föreföll troligt i vilket fall som helst förr eller senare. I flera månader funderade Idris på nationalisternas vädjan. Av någon anledning - kanske för att främja den totala självständighetens sak eller möjligen av en känsla av religiös skyldighet att gå emot den otrogne - accepterade Idris emiratet över hela Libyen i november och sedan, för att undvika att bli tillfångatagen av italienarna, flydde han till Egypten där han fortsatte att leda Sanusiya-orden.

## Det andra kriget mellan Italien och Sanusiya
Italiens kolonialpolitik förändrades abrupt när Benito Mussolinis fascistiska regering kom till makten i oktober 1922. Mussolini, som tidigare hade varit kritiker av kolonialismen, stödde helhjärtat Volpis politik med militär pacificering. Fastän det saknades korrekta underrättelseuppgifter i Rom, stödde Mussolini fullständigt besluten som fattades på fältet av arméns befälhavare. Lausannefördraget 1923 mellan ententeländerna - däribland Italien - och Atatürks nya regering i Turkiet gjorde styckningen av det gamla Osmanska riket slutgiltig och tillhandahöll avgörande internationellt stöd för Italiens annektering av Libyen.
Det andra italiensk-sanusiska kriget började tidigt 1923 när Italien ockuperade sanusiskt territorium i Benghazi-området. Motståndet i Cyrenaika var häftigt från början, men norra Tripolitanien underkuvades 1923 och dess södra region och Fezzan pacificerades gradvis under de följande åren. Under hela perioden var dock den främsta italienska krigsskådeplatsen Cyrenaika.

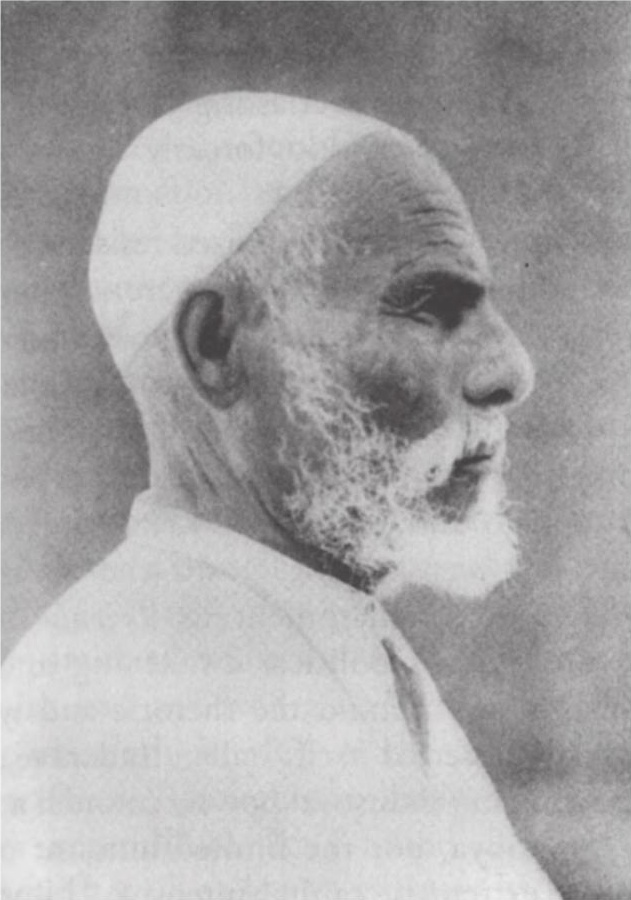
Omar al Mukhtar

I Idris frånvaro hade en tuff men åldrande shejk, Omar al Mukhtar, övergripande befäl över sanusiernas stridande förband i Cyrenaika, vilka aldrig var fler än några tusen och som var organiserade i stamenheter. Mukhtar, en veteran från många krig, var mästare på ökengerillataktik. Han ledde små, rörliga grupper som attackerade utposter, överföll truppkolonner och skar av proviant- och kommunikationslinjer. Detta för att sedan snabbt försvinna in i den bekanta terrängen. Italienska styrkor, under Rudolfo Grazianis befäl efter 1929, bestod till stor del av eritreaner. Graziani var oförmögen att utkämpa en avgörande strid mot sanusierna och förde ett tröttsamt utnötningskrig. Detta genom hänsynslösa search-and-destroy-uppdrag med bepansrade kolonner och flygstöd mot de oaser och stamläger som beskyddade Mukhtars män. Soldaterna samlade ihop beduiner i koncentrationsläger, blockerade vattenkällor och slaktade deras boskap. År 1930 ledde Graziani uppförandet av ett taggtrådsbarriär, 9 meter vid och 1,5 meter hög som sträckte sig 320 kilometer från kusten söderut längs Egyptens gräns. Detta för att skära av Mukhtar från hans fristäder och proviantkällor på andra sidan gränsen. Området runt barriären, som ständigt patrullerades av pansar och flyg, utsågs till en zon för fri eldgivning. Italienarnas överlägsna truppmängder och teknologi började ta ut sin rätt på libyerna, men Mukhtar kämpade på med sina stadigt minskade antal på en krympande krigsskådeplats, mer av vana än av övertygelse om att italienarna kunde drivas ut från Cyrenaika.
Al Kufrah, det sista Sanusiya-fästet, föll 1931, och i september samma år blev Mukhtar tillfångatagen. Efter en summarisk krigsrätt hängdes han inför en folkmassa på 20 000 araber som var samlade för att bevittna händelsen. När Mukhtar hade dött bröt Sanusiya-motståndet samman och den italienska pacificeringen av Libyen var fullt genomförd. Även i nederlaget förblev Mukhtar en symbol för arabiskt motstånd mot kolonial överhöghet och han vördades som nationalhjälte.

## Den fjärde stranden

Italiens flagga före 1946

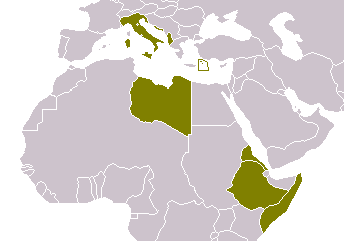
Italienska imperiet år 1940

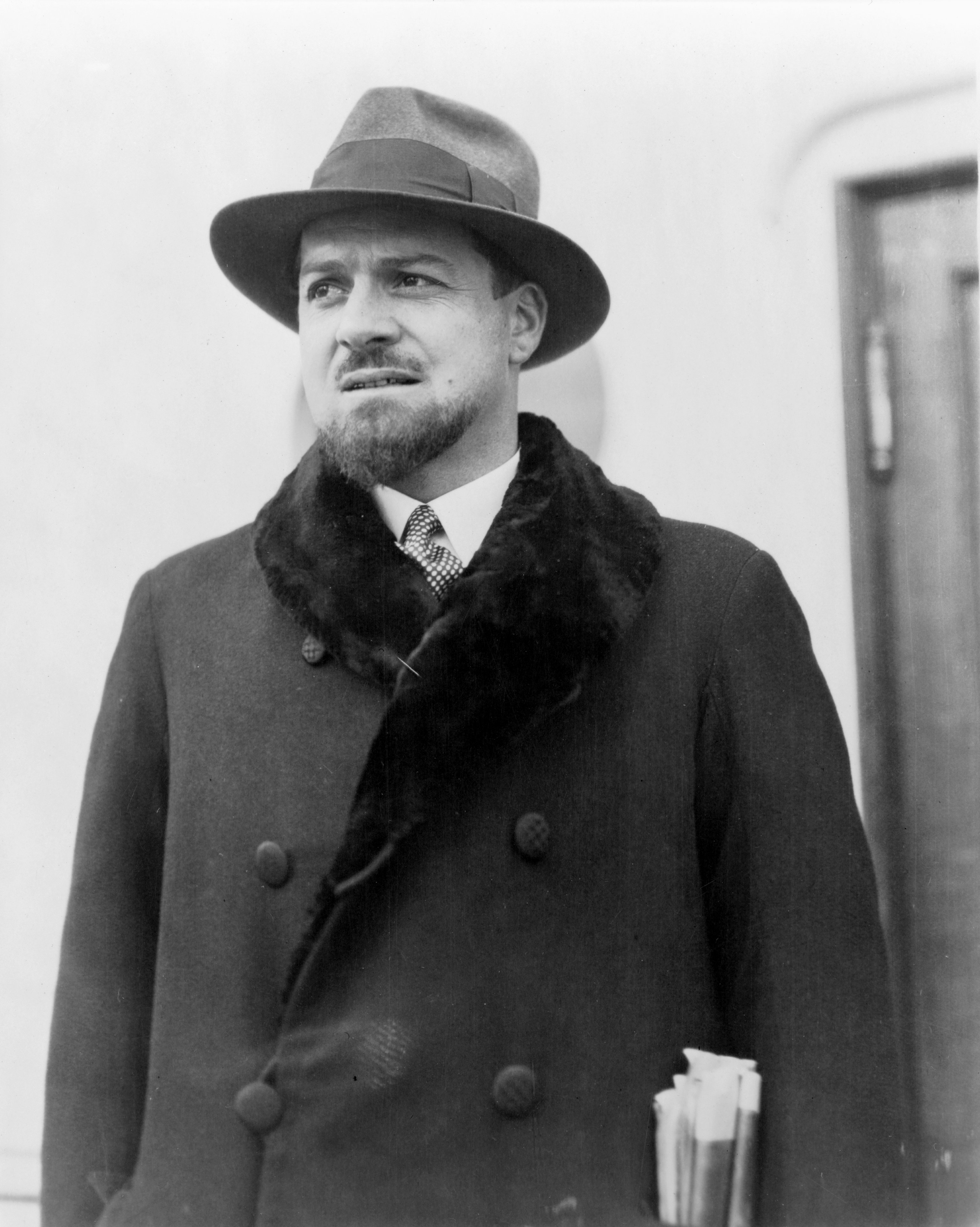
Italo Balbo

När väl pacificeringen hade genomförts bemödade sig det fascistiska Italien om att förvandla Libyen till en italiensk provins som skulle omtalas som Italiens fjärde strand. År 1934 indelades Tripolitanien och Cyrenaica i fyra provinser--Tripoli, Misratah, Benghazi och Darnah--som sammanlänkades formellt som en enda koloni med namnet Libyen. Därmed återupplivades officiellt det namn som Diocletianus hade tillämpat nästan 1500 år tidigare. Fezzan, som betecknades Södra Tripolitanien, förblev ett militärt territorium. En generalguvernör, som kallades förste konsul efter 1937, hade övergripande ledning över kolonin, bistådd av det Allmänna rådet, där araber var företrädda. Traditionella stamråd, som tidigare stöddes av den italienska administrationen, avskaffades, och alla lokala tjänstemän tillsattes därefter av generalguvernören. Administrativa poster på alla nivåer innehades av italienare.
Ett fördrag med Storbritannien och Egypten utverkade överföring av ett hörn av Anglo-egyptiska Sudan, känt som Sarratriangeln, till italiensk kontroll 1934. Nästa år framförhandlades ett fransk-italienskt avtal som omflyttade den 1000 kilometer långa gränsen mellan Libyen och Tchad söderut omkring 100 kilometer över Aouzouremsan, men denna territoriella eftergift till Italien ratificerades aldrig av det franska parlamentet. År 1939 införlivades Libyen i moderlandet Italien.
Under 1930-talet gjordes imponerande steg i att förbättra landets ekonomiska och transportinfrastruktur. Italien investerade kapital och teknologi i statliga byggnadsprojekt, utbyggnad och modernisering av städer, uppförande av motorvägar och järnvägar, utökade hamninrättningar och bevattning, men dessa åtgärder infördes för att gynna den italienskkontrollerade moderna sektorn av ekonomin. Den italienska utvecklingspolitiken efter första världskriget hade efterfrågat kapitalintensiv "ekonomisk kolonisering" som syftade till att främja maximalt utnyttjande av tillgängliga resurser. En av Italiens inledande målsättningar i Libyen var dock att avhjälpa överbefolkning och arbetslöshet i Italien genom utvandring till den outvecklade kolonin. När säkerhet hade upprättats uppmuntrade Mussolinis regering till systematisk "demografisk kolonisering". Ett projekt inlett av Libyens guvernör Italo Balbo förde de första 20 000 kolonisterna - ventimilli - till Libyen i en enda konvoj i oktober 1938. Fler kolonister anlände 1939, och år 1940 fanns ungefär 110 000 italienare i Libyen, vilka utgjorde omkring 12 procent av den totala befolkningen. Det fanns planer på en italiensk koloni med 500 000 kolonister på 1960-talet. Libyens bästa mark tilldelades kolonisatörerna för att föras till produktiv odling, främst i olivlundar. Koloniseringen leddes av ett statligt samfund, det Libyska koloniseringssällskapet, som företog markåtervinning och byggande av modellbyar och erbjöd en ekonomisk grundbult och kredittillgångar till de kolonister som det hade stött.
Italienarna gjorde modern sjukvård tillgänglig för första gången i Libyen, förbättrade sanitära förhållanden i städerna och företog sig att fylla på boskapshjordar som hade tömts under kriget. Men, fastän Mussolini tyckte om att omnämna libyerna som "muslimska italienare", åstadkoms inte mycket mer som direkt förbättrade levnadsstandarden för den arabiska befolkningen. Beduinlivet upplöstes då stammars betesmarker - som ansågs underutnyttjade med europeiska mått mätt men potentiellt fruktbara om de återvanns - köptes eller konfiskerades för att distribueras till italienska kolonister. Fullständig försummelse av utbildning för araber förhindrade utveckling av professionell och teknisk träning, skapade en brist på utbildade arbetare, tekniker och administratörer som inte hade lättats i slutet av 1980-talet. Sanusiya-ledarna kördes ut ur landet, logerna bröts upp och orden förbjöds, men utrotades inte.

## Andra världskriget
Medan Europa beredde sig på krig uppfattade libyska nationalister hemma och i exil att den bästa möjligheten för frigörelse från kolonial överhöghet låg i att Italien besegrades i en större konflikt. En sådan möjlighet tycktes uppkomma när Italien invaderade Etiopien 1935, men Mussolinis trots mot Nationernas förbund och Storbritanniens och Frankrikes svaga reaktioner slog ned libyernas hopp för tillfället. Planerna för frigörelse återupptogs dock när kriget bröt ut i Europa i september 1939. Libyens politiska ledare möttes i Alexandria i Egypten i oktober för att lösa tidigare skiljaktigheter för den framtida enighetens skull. Idris godkändes som ledare för den nationalistiska saken av tripolitanier såväl som cyrenaiker, med förbehållet att skulle utse en rådgivande kommitté med representanter från båda regioner för att bistå honom. Skillnaderna mellan de två grupperna var dock för djupa och långvariga för att kommittén skulle fungera väl.
När Italien gick med i kriget på Tysklands sida den 10 juni 1940 förklarade de cyrenaiska ledarna, som i några månader hade varit i kontakt med brittiska militära officerare i Egypten, omedelbart sitt stöd för de allierade. I Tripolitanien, där Italiens kontroll var starkast, motsatte sig vissa till en början samarbete med Storbritannien av orsaken att om de allierade förlorade - vilket verkade mycket möjligt år 1940 - skulle hämnden vara sträng. Men cyrenaikerna, med sin långa historia av motstånd mot italienarna, var angelägna om att återuppta konflikten och påminde de timida tripolitanierna att förhållandena i landet inte kunde bli värre än de redan var. Idris påpekade att det inte skulle vara till någon större nytta att förvänta sig att britterna skulle stödja libysk självständighet efter kriget om libyerna inte hade samarbetat aktivt med dem under kriget.
Idris ledde ett hastigt sammankallat möte av libyska ledare i Kairo i augusti 1940, där formella arrangemang för samarbete med de brittiska militära myndigheterna inleddes. Delegater till konferensen uttryckte fullt förtroende för Idris i en resolution och gav honom vittgående befogenheter att förhandla med britterna om Libyens självständighet. Resolutionen fastslog vidare att libyskt deltagande med brittiska styrkor skulle vara "under Sanusiya-emiratets fana" och att en "provisorisk Sanusiya-regering" skulle upprättas.
Även om ett antal representanter från Tripolitanien gick med att delta var resolutionen i huvudsak en cyrenaisk åtgärd som antogs trots invändningar från de tripolitanska nationalisterna. Tripolitanierna, som var misstänksamma mot förbindelserna mellan Idris och britterna, ansåg att ett definitivt yttrande som stödde libysk självständighet borde ha erhållits från Storbritannien innan Idris förpliktigade Libyen till fullskaligt militärt samarbete. Fastän tripolitanierna motsträvigt gick med på att acceptera Idris som sin politiska ledare förkastade de all religiös förbindelse med Sannusiya-orden. Därmed motsatte de sig att termen Sanusiya användes genomgående i resolutionen istället för Libyen eller Cyrenaika. Dessa två omstridda frågor - omfattningen av åtagandet för Storbritannien och Sanusiya-ordens roll i ett självständigt, enat Libyen - utgjorde de huvudsakliga beståndsdelarna i inre politisk oenighet under kriget och det första efterkrigsåren.
Brittiska tjänstemän hävdade att viktigare avtal eller garantier för tiden efter kriget inte kunde tas medan kriget fortfarande var igång. Fastän han vid flera tillfällen bemödade sig om att säkra ett mer gynnsamt åtagande från Storbritannien, godtog Idris i allmänhet denna synpunkt och rådde sina anhängare att ha tålamod. Det var tydligt att många av dem inte var entusiastiska till ett enat Libyen och skulle ha varit nöjda med ett löfte om en Sanusiya-regering i Cyrenaika. Efter resolutione av augusti 1940 organiserades fem libyska bataljoner av britterna, till stor del rekryterade från cyrenaiska veteraner från krigen mellan Italien och Sanusiya. Den libyska arabiska styrkan, mer känd som Sanusiya-armén, utmärkte sig i tjänst under brittiskt befäl i ökenkriget som avslutades med befrielsen av Cyrenaika.
I ett tal i brittiska underhuset i januari 1942 bekräftade och välkomnade den brittiske utrikesministern Anthony Eden "det bidrag som Sayid Idris as Sanusi och hans anhängare har gjort och gör" till de allierades krigsinsats. Han tillade att den brittiska regeringen var bestämd på att sanusierna i Cyrenaika "under inga omständigheter" skulle "falla under italiensk överhöghet igen." Ingen vidare utfästelse gjordes, och detta uttalande, som inte omnämnde ett självständigt Libyen, förblev det officiella brittiska ställningstagandet under kriget.

### Ökenkriget

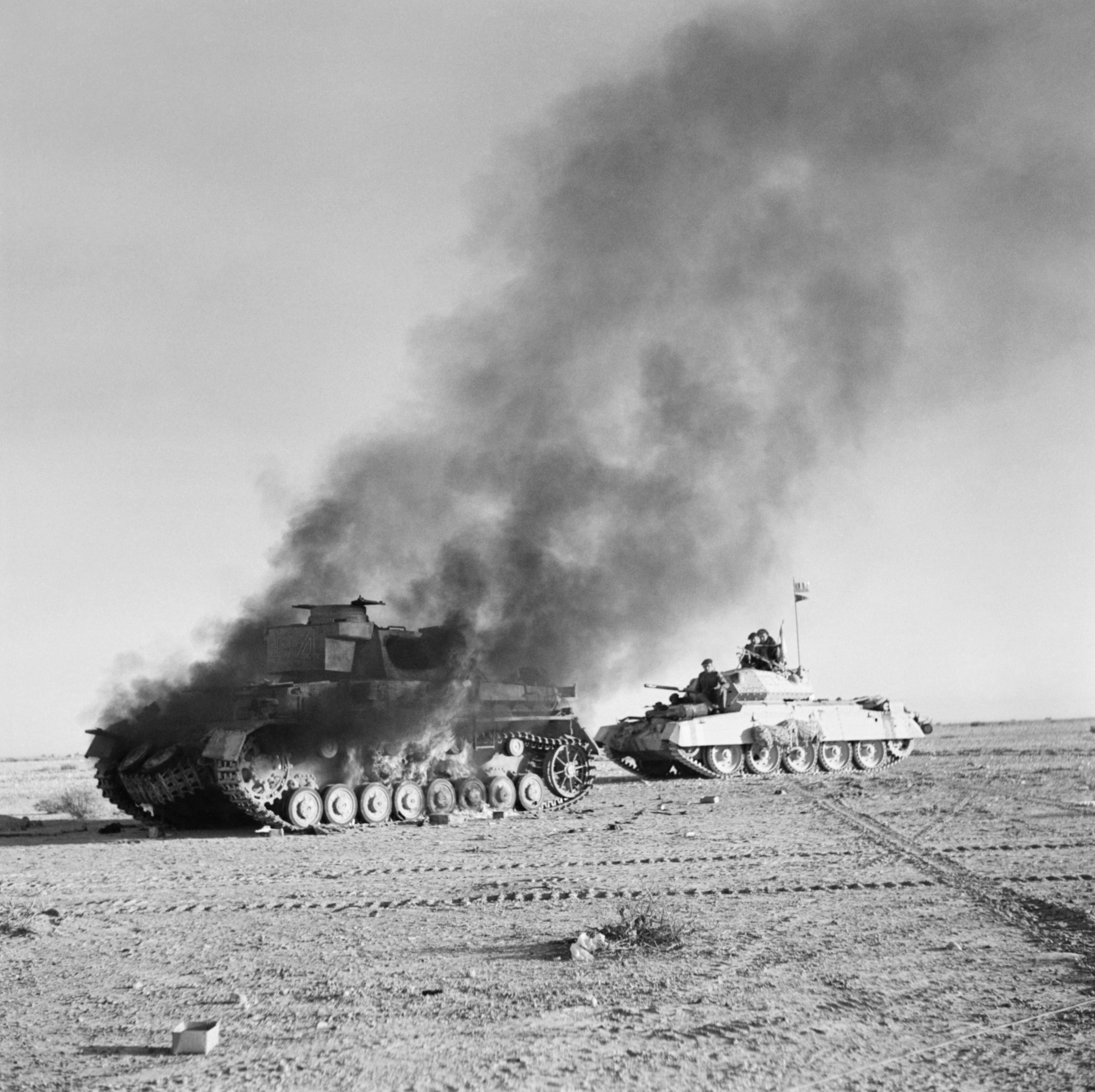
Libyen 21 november 1941. En brittisk Crusader-pansarvagn passerar en brinnande tysk Panzerkampfwagen IV under Operation Crusader.

Nordafrika var en större krigsskådeplats i andra världskriget, och kriget skiftade tre gånger över Cyrenaika, en region som beskrevs av en tysk general som "en taktikers paradis och en kvartermästares helvete" eftersom det inte fanns några naturliga försvarspositioner mellan Al Agheila och Al Alamein som kunde hejda stridsvagnarna som utkämpade flytande slag i öknen som stridsskepp på havet, och det fanns bara en större motorväg vid kusten som kunde användas till att proviantera de snabbrörliga arméerna. Italienarna invaderade Egypten i september 1940, men framfarten avstannade vid Sīdī Barrānī på grund av brist på logistiskt stöd. Brittiska imperiets styrkor i Nilarmén, som leddes av general Archibald Wavell, gick till kraftig motattack i december, och nådde så långt som Tobruk vid slutet av månaden. I februari 1941 kapitulerade den italienska tionde armén, vilket gav Wavell 150 000 fångar och lämnade hela Cyrenaika i brittiska händer. Vid inget tillfälle under kampanjen hade Wavell mer än två fullständiga divisioner till sitt förfogande mot så många som tio italienska divisioner.
I mars och april inledde styrkor från axelmakterna, stärkta av den tyska Afrikakåren ankomst under befäl av generallöjtnant Rommel, en offensiv in i Cyrenaika som skar av brittiska trupper vid Tobruk. Slaget vippade fram och tillbaka i öknen då Rommel försökte stabilisera sina linjer längs den egyptiska gränsen innan han skulle hantera Tobruk bakom honom, men i november överraskade befälhavaren för den brittiska åttonde armén general Claude Auchinleck honom med en framstöt in i Cyrenaika som lyckades understödja Tobruk, där garnisonen hade hållit ut i sju månader bakom sin försvarsomkrets. Auchinlecks offensiv misslyckades med sitt andra mål - att skära av Rommel från hans reträttlinje.
Rommel drog sig tillbaka i god ordning till Al Agheila, där hans trupper gjorde sig beredda på en ny offensiv i januari 1942 som syftade till att ta axelmakternas styrkor till Suezkanalen. Rommels inledande attack var förödande i sin djärvhet och snabbhet. Cyrenaika hade återtagits i juni, Tobruk föll på en dag. Rommel drog in i Egypten men hans offensiv hejdades vid El Alamein, 100 kilometer från Alexandria. De motsatta arméerna hamnade i ett dödläge i öknen då brittiska sjö- luftstridskrafter störde tyska konvojer och vägtransporter och gradvis utarmade Rommel på proviant och förstärkningar.
Sent i oktober bröt den åttonde armén under general Bernard Montgomerys befäl igenom axelmakternas linjer vid El Alamein i en massiv offensiv som försatte tyska och italienska styrkor på en planlös reträtt. Befrielsen av Cyrenaika fullbordades för andra gången i november. Tripoli föll för britterna i januari 1943, och i mitten av februari hade de sista av axelmakternas trupper drivits ut från Libyen.

### De allierades administration
Skilda brittiska militära regeringar upprättades i Cyrenaika och i Tripolitanien och fortsatte att fungera tills Libyen uppnådde självständighet. Var och en var uppdelad på flera distrikt som styrdes av civila tjänstemän som var ansvariga inför brigadgeneraler i högkvarteren i Benghazi och Tripoli. Den brittiska makten utövades enligt Haagkonventionen, som bestod lagstiftande, administrativ och rättslig makt åt ett ockuperande land. Det var i huvudsak en provisorisk verksamhet, vars inledande syfte helt enkelt var att bibehålla fred och ordning och underlätta krigsinsatsen. Brittiska militära officerare och regeringen betonade kraftigt ockupationsregeringens opolitiska karaktär.
Den brittiska administrationen påbörjade utbildning av en libysk civil förvaltning, som det fanns ett trängande behov av. Italienska administratörer var dock fortsatt anställda i Tripoli. Den italienska rättsordningen var fortfarande i bruk under hela krigets förlopp. I den glesbefolkade Fezzanregionen bildade en fransk militär administration en motsvarighet till den brittiska operationen. Med brittiskt godkännande flyttade fria franska styrkor norrut från Tchad för att ta kontroll över området i januari 1943. Den franska administrationen leddes av en stab stationerad i Sabha, men utövades till stor del genom bemärkta personer från Fezzan från Sayf an Nasrs släkt. På de lägre nivåerna agerade franska befälhavare i både militära och civila funktioner enligt vanlig fransk praxis i algeriska Sahara. I väster fogades Ghat till den franska militära regionen södra Algeriet och Ghadames till det franska kommandot i södra Tunisien. Detta väckte farhågor bland libyska nationalister om att Frankrike syftade till att slutligen skära av Fezzan från Libyen.

## FN och Libyen
Förfogandet över Italiens koloniala besittningar var en fråga som måste beaktas innan det fredsfördrag som officiellt avslutade kriget mot Italien kunde fullbordas. Tekniskt förblev Libyen en italiensk besittning som administrerades av Storbritannien och Frankrike, men vid Potsdamkonferensen 1945 enades de allierade - Storbritannien, Sovjetunionen och USA - om att de italienska kolonier som togs under kriget inte skulle återbördas till Italien. Vidare övervägande av frågan delegerades till de allierades råd av utrikesministrar, som inkluderade en fransk representant. Fastän alla rådsmedlemmar inledningsvis förordade någon sorts protektorat, kunde ingen formel uttänkas för att hantera Libyen. USA föreslog ett protektorat för hela landet under kontroll av FN, vars stadga hade kommit i bruk i oktober 1945, för att förbereda det för självstyre. Sovjetunionen föreslog skilda protektorat för provinserna. Tripolitanien skulle tillfalla Sovjetunionen självt, Fezzan Frankrike och Cyrenaika Storbritannien. Frankrike, som inte kunde se något slut på diskussionerna, förordade att territoriet skulle återföras till Italien. För att bryta dödläget rekommenderade Storbritannien slutligen omedelbar självständighet för Libyen.
Fredsfördraget, i vilket Italien gav upp alla anspråk på sina besittningar i Afrika, undertecknades i februari 1947 och trädde i kraft i september. Fördragets språkbruk var vagt i frågan om kolonier, och tillade endast att dessa territorier skulle "förbli i sitt nuvarande läge tills deras framtid är bestämd." Detta obestämda villkor gjorde de libyska ledarna besvikna. De hade tidigare oroats av Italiens diplomatiska agitation för att kolonierna skulle återbördas. Libyerna var misstänksamma mot att Italiens överhöghet kunde återkomma i någon skenbart opolitisk förklädnad om Italien gavs ansvar för att förbereda landet för självständighet.
Genom ömsesidig överenskommelse uppsköts avgörandet av frågan om Italiens kolonier i ett år efter att avtalet kommit i bruk. Under denna tid skulle de fyra stora (Storbritannien, Frankrike, Sovjetunionen och USA) söka en lösning. Om ingen lösning kunde hittas skulle frågan ställas inför FN:s generalförsamling. En undersökningskommission med deltagande från de fyra makterna tillsattes för att ta reda på vad det libyska folket önskade. Fastän de olika regionala partierna skilde sig i frågan om sina respektive provinsers framtida ställning, förordade majoriteten av libyerna självständighet. Kommissionen bestämde dock att landet inte var redo för nationellt självbestämmande. Andra regeringar som var intresserade av ett avgörande av problemet, som Italien och Egypten, konsulterades. I vilket fall som helst förhindrades en lösning av motstridiga intressen, och i sinom tid satts den libyska frågan på FN:s generalförsamlings dagordning.
Idris hade återvänt till Libyen till ett tumultartat välkomnande år 1944, men han avböjde att bosätta sig där innan han var försäkrad om att alla inslag av utländsk kontroll som inte krävde hans godkännande hade avlägsnats. På britternas uppmaning återupptog han permanent bosättning i Cyrenaika år 1947. År 1949 utropade han, med brittiskt stöd, Cyrenaika som självständigt emirat.
Under tiden hade Storbritannien och Italien ställt Bevin-Sforzaplanen (efter Ernest Bevin och Carlo Sforza, utrikesministrarna från respektive land) inför FN för dess övervägande. Enligt denna plan skulle Libyen falla under ett FN-mandat, och ansvaret för administrationen i Tripolitanien skulle delegeras till Italien, i Cyrenaika till Storbritannien och i Fezzan till Frankrike. Efter att tio år gått skulle Libyen bli självständigt. Trots libyska protester antogs planen av FN:s politiska kommitté i maj 1949, bara för att med en röst understiga den tvåtredjedels majoritet som krävdes för att antas av Generalförsamlingen. Inga vidare förslag framfördes, men utdragna förhandlingar ledde till en kompromisslösning som införlivades i en FN-resolution i november 1949. Denna resolution efterlyste att en suverän stat som inbegrep alla tre historiska regioner i Libyen skulle vara upprättad i januari 1952. En FN-kommissionär och det så kallade De tios råd - som bestod av en företrädare från var och en av de tre provinserna, en för de libyska minoriteterna och en var för Egypten, Frankrike, Italien, Pakistan, Storbritannien och USA - skulle vägleda Libyen genom övergångsperioden fram till självständigheten och bistå en libysk nationalförsamling i att utarbeta en författning. I den slutliga analysen hade obeslutsamhet från stormakternas sida påskyndat skapandet av en självständig stat och framtvingat enandet av provinser som dittills varit delade av geografi och historia.
Generalförsamlingen utnämnde Adrian Pelt från Nederländerna till kommissionär för Libyen. Svåra problem mötte honom och hans medarbetare med att förbereda ett ekonomiskt efterblivet och politiskt oerfaret land för självständighet. Libyen saknade nästan fullständigt utbildad administrativ och teknisk personal, läkare och lärare. Av Libyens ungefär 1 miljon invånare var minst 90 procent analfabeter. Libyens största inkomstkälla var det metallskrot som kunde återvinnas från andra världskrigets slagfält. Det fanns inga kända naturtillgångar - till och med Libyens sand var otillräckligt för glasgjutning - och det var uppenbart att landet skulle vara beroende av utländskt ekonomiskt bistånd under en ej fastställd period. Pelt hävdade kraftfullt att italienska kolonister skulle uppmuntras att stanna kvar i Libyen,  för det första för att den jord de brukade inte kunde exproprieras lagligt och för det andra eftersom deras närvaro utgjorde en långsiktig investering som var viktig för vidare ekonomisk utveckling i landet.
Historiskt hade Libyens administration varit enat under endast några få år - och dessa under italienskt styre. Många grupper tävlade om inflytande över folket men, fastän alla partier önskade självständighet, det fanns inget samförstånd om vilket sorts regering som skulle upprättas. Den sociala basen för politisk organisering varierade från region till region. I Cyrenaika och Fezzan var stammen huvudsakligt fokus för social identifikation, även i stadssammanhang. Idris hade stor lockelse i Cyrenaika som ledare för Sanusiya-orden, medan i Fezzan klanen Sayf an Nasr förfogade över anhängare som de viktigaste stamhövdingarna. I Tripolitanien, däremot, kunde lojalitet som i en social kontext till stor del var reserverad för familjen och släktgruppen lättare överföras till ett politiskt parti och dess ledare. Tripolitanierna, anförda av Bashir as Sadawis Nationella kongressparti, förespråkade republikanskt statsskick i en enhetsstat. Eftersom deras region hade en betydligt större befolkning och relativt mer avancerad ekonomi än de andra två, förväntade de sig att den politiska makten i ett enhetsstatligt system automatiskt skulle gravitera till Tripoli. Cyrenaikerna, som hade uppnått en högre grad av sammanhållning under Sanusiyas ledning, fruktade det kaos de såg i Tripolitanien och hotet om att bli översvämmade politiskt av tripolitanierna i en enhetsstat. Under vägledning av Nationella fronten, som av Idris inledningsvis stöddes för att förespråka ensidig självständighet för Cyrenaika, stödde de bildandet av en federation med en svag centralregering som skulle tillåta lokal autonomi under Idris som emir. Men till och med i Cyrenaika fanns en klyfta mellan en äldre generation som instinktivt tänkte i provinstermer och en yngre generation--av vilka många var influerade av sitt medlemskap i Umar al Mukhtar-klubben, en politisk aktionsgrupp som först bildades 1942 med Idris välsignelse men vid 1947 hade en tendens till republikanska och nationalistiska åsikter - vars åskådning avspeglade tillväxten av panarabisk politisk nationalism, redan en stark kraft i Mellanöstern och växande i Libyen.
För att genomföra Generalförsamlingens direktiv godkände Pelt tillsättningen av De tjugoens förberedande kommitté för att avgöra sammansättningen av ett nationellt författningskonvent. Kommittén inkluderade sju medlemmar från varje provins, i Cyrenaika nominerade av Idris, i Fezzan av hövdingarna av ätten Sayf an Nasr och i Tripolitanien av stormuftin (högste religiöse domaren) av Tripoli, som också agerade ordförande. Nationalister invände att kommittén företrädde traditionella regionala intressen och inte kunde avspegla det libyska folkets vilja som Generalförsamlingen hade tänkt sig.
Utfallet av kommitténs överläggningar var skapandet av det nationella författningskonventet, i vilket var och en av de tre provinserna hade lika stor representation. De möttes för första gången i november 1950 och godkände ett federalt statsskick med monarki, trots meningsskiljaktigheter från Tripolitaniens delegater, och erbjöd Idris tronen. Församlingens kommittéer skrev utkast till en författning, som blev vederbörligen antagen i oktober 1951. Samtidigt hade den inre administrativa makten redan överförts från brittiska och franska administrationer till de regionala regeringarna - och i Cyrenaika till det oberoende Sanusiya-emiratet. Den 24 december 1951 utropade kung Idris I Förenade kungariket Libyens självständighet som suverän stat.